# Villavelayo
Villavelayo ist ein abgelegenes kleines Bergdorf und eine zur bevölkerungsarmen Region der Serranía Celtibérica gehörende Gemeinde (municipio) mit nur noch 41 Einwohnern (Stand: 2024) im Südwesten der Autonomen Gemeinschaft La Rioja in Spanien.

## Lage
Der Ort Villavelayo liegt nahe der Grenze zur Provinz Burgos an der Einmündung des Río Neila in den Río Najerilla in einer Höhe von etwa 940 m. Die Entfernung zur Provinzhauptstadt Logroño (ca. 82 km Fahrtstrecke nordöstlich) ist ungefähr genauso weit wie nach Burgos (ca. 87 km nordwestlich) oder nach Soria (ca. 90 km südöstlich). Das Klima ist gemäßigt bis warm; Regen (ca. 850 mm/Jahr) fällt überwiegend im Winterhalbjahr.

## Bevölkerungsentwicklung
| Jahr      | 1857 | 1900 | 1950 | 2001 | 2018 |
| Einwohner | 383  | 437  | 289  | 92   | 48   |

Infolge der Mechanisierung der Landwirtschaft, der Aufgabe bäuerlicher Kleinbetriebe und des daraus resultierenden geringeren Arbeitskräftebedarfs ist die Zahl der Einwohner seit den 1950er Jahren stark zurückgegangen.

## Wirtschaft
Das kleine Bergdorf war und ist in hohem Maße geprägt von der Landwirtschaft, vor allem von der Viehzucht (Milch, Käse). In früheren Zeiten diente der Ort als Handwerks- und Marktzentrum für einige wenige – mittlerweile meist verlassene – kleinere Einzelgehöfte und Weiler in der Umgebung. Seit der Mitte des 20. Jahrhunderts spielt der Tourismus (Wandern und Ferienwohnungen) eine wichtige Rolle als Einnahmequelle für die Gemeinde.

## Geschichte
Aufgrund der geografischen Lage des Ortes ist eine frühe Besiedlung wahrscheinlich. Im Mittelalter gehörte der Ort zum Besitz des ungefähr 50 km westlich gelegenen Klosters San Pedro de Arlanza, welches ihn jedoch im Jahr 1246 an die Grundherrnfamilie Cameros verkaufte, deren Angehörige bis zum Jahr 1821 die Herren des Ortes blieben.

## Sehenswürdigkeiten
- Die ursprünglich romanische, später jedoch größtenteils umgebaute Iglesia Parroquial de Santa María de la Asunción ist der Himmelfahrt Mariens geweiht. Von der romanischen Kirche sind noch die Westfassade, das Portal und der reich reliefierte Taufstein (pila bautismal) erhalten. Außerdem bewahrt die Kirche ein silbernes Prozessionskreuz aus dem 15. Jahrhundert und einen vergoldeten barocken Schnitzaltar in der flach geschlossenen Apsis.[3][4]
- Eine Kapelle (ermita) ist der hl. Áurea oder Oria geweiht, einer nur regional verehrten Einsiedlerin des 11. Jahrhunderts.